# Liste der Kulturdenkmäler in Rasdorf
Die folgende Liste enthält die in der Denkmaltopographie ausgewiesenen Kulturdenkmäler auf dem Gebiet  der Gemeinde Rasdorf, Landkreis Fulda, Hessen.
Hinweis: Die Reihenfolge der Denkmäler in dieser Liste orientiert sich zunächst an Ortsteilen und anschließend der Anschrift, alternativ ist sie auch nach der Bezeichnung, der vom Landesamt für Denkmalpflege vergebenen Nummer oder der Bauzeit sortierbar.
Kulturdenkmäler werden fortlaufend im Denkmalverzeichnis des Landes Hessen durch das Landesamt für Denkmalpflege Hessen auf Basis des Hessischen Denkmalschutzgesetzes (HDSchG) geführt. Die Schutzwürdigkeit eines Kulturdenkmals hängt nicht von der Eintragung in das Denkmalverzeichnis des Landes Hessen oder der Veröffentlichung in der Denkmaltopographie ab.

Die Kulturdenkmäler der einzelnen Ortsteile sind in eigenen Listen enthalten:
- Liste der Kulturdenkmäler in Grüsselbach
- Liste der Kulturdenkmäler in Setzelbach

Das Vorhandensein oder Fehlen eines Objekts in dieser Liste ist keine rechtsverbindliche Auskunft darüber, ob es Kulturdenkmal ist oder nicht: Diese Liste entspricht möglicherweise nicht dem aktuellen Stand der offiziellen Denkmaltopographie. Diese ist für Hessen in den entsprechenden Bänden der Denkmaltopographie Bundesrepublik Deutschland und im Internet unter DenkXweb – Kulturdenkmäler in Hessen einsehbar. Auch diese Quellen sind, obwohl sie durch das Landesamt für Denkmalpflege Hessen aktualisiert werden, nicht immer aktuell, da es im Denkmalbestand immer wieder Änderungen gibt.
Eine verbindliche Auskunft erteilt allein das Landesamt für Denkmalpflege Hessen.
Nutze diese Kartenansicht, um Koordinaten in der Liste zu setzen. In dieser Kartenansicht sind Kulturdenkmale ohne Koordinaten mit einem roten bzw. orangen Marker dargestellt und können in der Karte gesetzt werden. Kulturdenkmale ohne Bild sind mit einem blauen bzw. roten Marker gekennzeichnet, Kulturdenkmale mit Bild mit einem grünen bzw. orangen Marker.

## Rasdorf
| Bild                        | Bezeichnung                                | Lage | Beschreibung                                       | Bauzeit                                        | Objekt-Nr. |
| --------------------------- | ------------------------------------------ | --- | -------------------------------------------------- | ---------------------------------------------- | ---------- |
| Bild gesucht BW             | Wohn- und Geschäftshaus                    | Am Anger, Am Anger 20 LageFlur: 15, 16, Flurstück: 109/2, 124/40                                                    |                                                    | Beginn 20. Jahrhundert                         | 37312 DDB  |
| Bild gesucht BW             | Gasthaus                                   | Am Anger 1 LageFlur: 16, Flurstück: 115/3                                                                           |                                                    | 1784 Vorgängerbau, 1927 Neubau                 | 37309 DDB  |
| Bild gesucht BW             | Heiliger Josef                             | Am Anger 3 LageFlur: 16, Flurstück: 113/1                                                                           | Skulptur Heiliger Josef                            | Um 1900                                        | 37800 DDB  |
| Bild gesucht BW             | Bildstock                                  | Am Anger 10 LageFlur: 15, Flurstück: 118/3                                                                          |                                                    | Um 1900                                        | 37314 DDB  |
| Bild gesucht BW             | Fachwerkhaus                               | Am Anger 18 LageFlur: 15, Flurstück: 110/2                                                                          |                                                    | Um 1850                                        | 37310 DDB  |
| Bild gesucht BW             | Fachwerkhaus                               | Am Anger 19 LageFlur: 16, Flurstück: 91/2                                                                           |                                                    | Beginn 18. Jahrhundert vermutet                | 37311 DDB  |
| Bild gesucht BW             | Katholisches Pfarrhaus                     | Am Anger 28 LageFlur: 15, Flurstück: 95/6                                                                           |                                                    | Um 1850                                        | 37313 DDB  |
| weitere Bilder              | Katholische Kirche                         | Am Anger 30 LageFlur: 15, Flurstück: 95/6                                                                           |                                                    | 1274 in heutiger Gestalt                       | 37316 DDB  |
| Bild gesucht BW             | Bildstock, Ummauerung des Stiftsbezirks    | Am Anger 30/34 LageFlur: 15, Flurstück: 101/2, 95/6                                                                 |                                                    | 17. Jahrhundert vermutet, Bildstock.           | 37317 DDB  |
| Bild gesucht BW             | Bildstock                                  | Am Gehilfenberg LageFlur: 13, Flurstück: 1/5                                                                        |                                                    | Um 1750                                        | 37327 DDB  |
| Bild gesucht BW             | Bildstock 2                                | Am Gehilfenberg LageFlur: 13, Flurstück: 1/5                                                                        |                                                    | Um 1750                                        | 37328 DDB  |
| Bild gesucht BW             | Wegekreuz                                  | Am Gehilfenberg LageFlur: 5, Flurstück: 65/1                                                                        |                                                    | 1889, bezeichnet.                              | 37346 DDB  |
| Bild gesucht BW             | Bildstock                                  | Am Gehilfenberg LageFlur: 14, Flurstück: 32/1                                                                       |                                                    | Um 1750                                        | 37329 DDB  |
| Bild gesucht BW             | Fachwerkhaus                               | Am Wasser 1 LageFlur: 15, Flurstück: 53/2                                                                           |                                                    | Beginn 19. Jahrhundert, vermutet.              | 37315 DDB  |
| Bild gesucht BW             | Fachwerkhaus                               | Am Wasser 7 LageFlur: 16, Flurstück: 7/8                                                                            |                                                    | Um 1750                                        | 37319 DDB  |
| Bild gesucht BW             | Wegekreuz                                  | Auf der Bornmühle LageFlur: 12, Flurstück: 56/2                                                                     | Steinkruzifix                                      | 1899, bezeichnet.                              | 37351 DDB  |
| weitere Bilder              | Keltische Ringwallanlage                   | Außerhalb der Ortslage, auf dem Kleinberg Lage                                                                      |                                                    |                                                | 37801 DDB  |
| Bild gesucht BW             | Fachwerkhaus                               | Bäckergasse 2 LageFlur: 15, Flurstück: 67/3                                                                         |                                                    | 1802                                           | 37318 DDB  |
| Bild gesucht BW             | Fachwerkhaus                               | Braugasse 1 LageFlur: 15, Flurstück: 77/1                                                                           |                                                    |                                                | 37320 DDB  |
| Bild gesucht BW             | Fachwerkhaus                               | Braugasse 4 LageFlur: 15, Flurstück: 84/2                                                                           |                                                    | 1624, Eckpfosteninschrift.                     | 37321 DDB  |
| Bild gesucht BW             | Fachwerkhaus                               | Drehgasse 2 LageFlur: 16, Flurstück: 13/3                                                                           |                                                    | Um 1835, vermutet                              | 37322 DDB  |
| Bild gesucht BW             | Einhof                                     | Eichsfeld 1 LageFlur: 15, Flurstück: 135/1                                                                          |                                                    |                                                | 37323 DDB  |
| Bild gesucht BW             | Fachwerkhaus                               | Eichsfeld 2 LageFlur: 21, Flurstück: 68/4                                                                           |                                                    | Vor 1850                                       | 37324 DDB  |
| Bild gesucht BW             | Bildstock                                  | Gehilfenberg LageFlur: 5, Flurstück: 61/8                                                                           |                                                    | Um 1750                                        | 37330 DDB  |
| Bild gesucht BW             | Kreuzweg                                   | Gehilfenberg LageFlur: 5, Flurstück: 61/5, 61/6, 61/7                                                               | Der Kreuzweg um den Gehilfenberg mit 14 Stationen. |                                                | 37347 DDB  |
| Bild gesucht BW             | Bildstock                                  | Gehilfenberg LageFlur: 5, Flurstück: 61/7                                                                           |                                                    | Um 1750                                        | 37331 DDB  |
| Wallfahrtsort Gehilfersberg | Sachgesamtheit Wallfahrtsort Gehilfersberg | Gehilfenberg LageFlur: 5, Flurstück: 60/1, 60/2, 60/3, 61/1, 61/2, 61/3, 61/4, 61/5, 61/6, 61/7, 61/8, 61/9, 62, 63 |                                                    |                                                | 95226 DDB  |
| Bild gesucht BW             | Wallfahrtskapelle, Herz-Jesu-Figur         | Gehilfenberg LageFlur: 5, Flurstück: 61/6                                                                           |                                                    | 1632/1636 an der Stelle einer älteren Kapelle. | 37348 DDB  |
| Bild gesucht BW             | Hochkreuz                                  | Gehilfenberg LageFlur: 6, Flurstück: 61/6                                                                           |                                                    | Um 1900                                        | 37349 DDB  |
| Bild gesucht BW             | Bildstock                                  | Gehilfersberger Weg 2 LageFlur: 14, Flurstück: 38/1                                                                 |                                                    | Um 1750                                        | 37325 DDB  |
| Bild gesucht BW             | Bildstock                                  | Gehilfersberger Weg 3 LageFlur: 13, Flurstück: 86                                                                   |                                                    | Um 1750                                        | 37326 DDB  |
| Wehrfriedhof                | Wehrfriedhof                               | Geisaer Tor LageFlur: 16, Flurstück: 18/4                                                                           |                                                    |                                                | 37336 DDB  |
| Bild gesucht BW             | Friedhofskreuz                             | Geisaer Tor LageFlur: 16, Flurstück: 18/4                                                                           |                                                    | 1751                                           | 37337 DDB  |
| Bild gesucht BW             | Parallelhof                                | Geisaer Tor 3 LageFlur: 16, Flurstück: 62/2                                                                         |                                                    | Um 1700 Gebäudekern                            | 37332 DDB  |
| Bild gesucht BW             | Fachwerkhaus                               | Geisaer Tor 7 LageFlur: 16, Flurstück: 60/2                                                                         |                                                    | Beginn 19. Jahrhundert                         | 37333 DDB  |
| Bild gesucht BW             | Fachwerkhaus                               | Geisaer Tor 13 LageFlur: 16, Flurstück: 56/4                                                                        |                                                    | 1833, Türsturzinschrift.                       | 37334 DDB  |
| Bild gesucht BW             | Fachwerkhaus                               | Geisaer Tor 15 LageFlur: 16, Flurstück: 56/4                                                                        |                                                    | 1782, Schwellbalkeninschrift.                  | 37335 DDB  |
| Bild gesucht BW             | Fachwerkhaus                               | Großentafter Straße 1 LageFlur: 15, Flurstück: 58/2                                                                 |                                                    | Um 1750                                        | 37338 DDB  |
| Bild gesucht BW             | Fachwerkhaus                               | Großentafter Straße 4 LageFlur: 16, Flurstück: 75                                                                   |                                                    | Beginn 19. Jahrhundert                         | 37553 DDB  |
| Bild gesucht BW             | Fachwerkhaus, ehemaliges Stiftsherrenhaus  | Großentafter Straße 10 LageFlur: 15, Flurstück: 70/3                                                                |                                                    | 1594                                           | 37339 DDB  |
| Bild gesucht BW             | Heiligenhäuschen                           | Großentafter Straße 10 LageFlur: 15, Flurstück: 70/3                                                                |                                                    | Um 1900                                        | 37340 DDB  |
| Bild gesucht BW             | Bildstock                                  | Kirchberg LageFlur: 18, Flurstück: 1                                                                                |                                                    | 1733, bezeichnet.                              | 37350 DDB  |
| Bild gesucht BW             | Hofreite                                   | Landstraße 5 LageFlur: 15, Flurstück: 137/5                                                                         |                                                    | Nach 1850                                      | 37341 DDB  |
| Bild gesucht BW             | Fachwerkhaus                               | Landstraße 10 LageFlur: 15, Flurstück: 131/3                                                                        |                                                    | Um 1750                                        | 37342 DDB  |
| Bild gesucht BW             | Villa                                      | Landstraße 16 LageFlur: 16, Flurstück: 94/4                                                                         |                                                    | Beginn 20. Jahrhundert                         | 37343 DDB  |
| Bild gesucht BW             | Fachwerkhaus                               | Rinnweg 16 LageFlur: 15, Flurstück: 82/1                                                                            |                                                    | Nach 1750 vermutet.                            | 37344 DDB  |
| Bild gesucht BW             | Fachwerkhaus                               | Selmbach 3 LageFlur: 16, Flurstück: 73/5                                                                            |                                                    | 18. Jahrhundert                                | 37345 DDB  |